# تام هوپر
توماس جورج «تام» هوپر (به انگلیسی: Thomas George "Tom" Hooper) (زاده ۱۹۷۲) کارگردان سینما و تلویزیون بریتانیایی است. هوپر متولد ۱۹۷۲ میلادی شهر لندن انگلستان است. وی تحصیلکردهٔ های‌گیت اسکول و وست‌مینستر اسکول است. او اولین بار در سن ۱۳ سالگی شروع به ساخت فیلم‌های کوتاه نمود. پس از فارغ‌التحصیلی از دانشگاه آکسفورد شروع به کارگردانی نمایشنامه‌ها و تبلیغات تلویزیونی روی آورد. پس از آن چند مجموعه تلویزیونی را کارگردانی کرد. او توانست با فیلم سخنرانی پادشاه جوایز معتبر جشنواره‌های بین‌المللی از جمله جایزه اسکار را دریافت کند.
هوپر اولین فیلم سینمایی خودش تحت عنوان غبار سرخ را با بازی هیلاری سوانک و چیویتل اجیوفور در سال ۲۰۰۴ ساخت و این موضوع مربوط به قبل از ساخت مجموعه کوتاه الیزابت با بازی هلن میرن به سال ۲۰۰۵ میلادی برای اچ‌بی‌او فیلمز بود. اثر موزیکال و تحسین‌شدهٔ وی با عنوان بینوایان مربوط به سال ۲۰۱۲ میلادی در ۸ رشته نامزد دریافت جایزهٔ اسکار گردید که در مجموع موفق شد برای سه رشتهٔ بهترین بازیگر نقش مکمل زن، بهترین گریم و بهترین ترکیب صدا به این مهم دست یابد،
تناقض جالب‌توجه در کارنامهٔ هوپر آنجا است که اثر موزیکال بعدی وی با عنوان گربه‌ها محصول سال ۲۰۱۹ میلادی، ضمن دریافت بازخوردهای بسیار منفی و انتقادی که آن را تبدیل به بمب گیشه کرد، نامزد دریافت ۹ جایزه تمشک طلایی گردید که در نهایت، ۶ جایزه از جمله بدترین کارگردانی را برای وی به ارمغان آورد.

## فیلم‌شناسی
فهرست برخی از فیلم‌هایی که تام هوپر در آن‌ها کارگردانی کرده‌است:
- غبار سرخ (۲۰۰۴)
- یونایتد لعنتی (۲۰۰۹)
- سخنرانی پادشاه (۲۰۱۰)
- بینوایان (۲۰۱۲)
- دختر دانمارکی (۲۰۱۵)
- گربه‌ها (۲۰۱۹)